# Repapa
Repapa is een geslacht van rechtvleugeligen uit de familie krekels (Gryllidae). De wetenschappelijke naam van dit geslacht is voor het eerst geldig gepubliceerd in 1988 door Otte.

## Soorten
Het geslacht Repapa omvat de volgende soorten:
- Repapa brevipes Chopard, 1937
- Repapa paradoxa Gorochov, 2001
- Repapa proxima Gorochov, 2004
- Repapa sapagaya Otte, 1988
- Repapa sulawesi Gorochov, 1999
- Repapa tenompokae Otte, 1988